# فرد یوپتن
فرد یوپتن (به انگلیسی: Fred Upton) نمایندهٔ حوزه انتخابیه ششم میشیگان از حزب جمهوری‌خواه ایالات متحده آمریکا در مجلس نمایندگان ایالات متحده آمریکا است که برای نخستین‌بار در ۷ ژانویه ۱۹۸۷ میلادی به‌عضویت این مجلس درآمد.